# Kitekat
Kitekat — серія кормів для кішок, що випускаються американською продовольчою компанією Mars. В асортимент компанії входять різні сухі і вологі корми для кішок. Корми продаються у Східній Європі (Польща та Україна), одне з найбільших виробництв — у Польщі. Вебсайт є лише одна мова — польська. З 1991 по 2022 рік корми Kitekat продавалися у Росії, але після початку повномасштабного вторгнення Росії в Україну він покинув свій російський ринок.